# Ilhat
Ilhat is een gemeente in het Franse departement Ariège (regio Occitanie) en telt 122 inwoners (2005). De plaats maakt deel uit van het arrondissement Foix.

## Geografie
De oppervlakte van Ilhat bedraagt 6,9 km², de bevolkingsdichtheid is 17,7 inwoners per km².
De onderstaande kaart toont de ligging van Ilhat met de belangrijkste infrastructuur en aangrenzende gemeenten.

## Demografie
Onderstaande figuur toont het verloop van het inwonertal (bron: INSEE-tellingen).

Vanwege een beveiligingsprobleem met de MediaWiki Graph-software is het momenteel niet mogelijk deze grafiek weer te geven. Zodra de software is bijgewerkt zal de grafiek vanzelf weer zichtbaar worden.